# Condado de Klickitat
O Condado de Klickitat é um dos 39 condados do Estado americano de Washington. A sede de condado é Goldendale, e sua maior cidade é Goldendale. O condado possui uma área de 4,932 km², uma população de 19,161 habitantes, e uma densidade populacional de 4 hab/km² (segundo o censo nacional de 2000). O condado foi fundado em ?.